# Crapaud guttural
Sclerophrys gutturalis
Espèce
Synonymes
- Bufo spinosus Bocage, 1868 "1867" nec Daudin, 1803
- Bufo regularis gutturalis Power, 1927
- Bufo gutturalis Power, 1927
- Amietophrynus gutturalis (Power, 1927)
- Bufo regularis ngamiensis FitzSimons, 1932

Statut de conservation UICN

 LC  : Préoccupation mineure
Sclerophrys gutturalis, le Crapaud guttural, est une espèce d'amphibiens de la famille des Bufonidae.

## Répartition
Ce crapaud se rencontre jusqu'à 1 900 m d'altitude, :
- dans l'extrême Sud de la Somalie ;
- au Kenya ;
- en Ouganda ;
- en Tanzanie au Tanganyika et dans les îles de l'archipel de Zanzibar Unguja et Pemba ;
- dans le Sud de la République démocratique du Congo,
- en Zambie ;
- au Malawi ;
- au Mozambique ;
- au Zimbabwe ;
- au Botswana ;
- dans le Nord de la Namibie ;
- en Angola ;
- dans le Nord de l'Afrique du Sud ;
- au Lesotho ;
- au Swaziland.

Elle a été introduite à l'île Maurice et à La Réunion, ainsi que dans la ville du Cap.
La frontière entre cette espèce et Sclerophrys regularis au Kenya, en Ouganda et en Tanzanie est mal connue.

## Description
Le mâle mesure 70 mm et la femelle 90 mm.

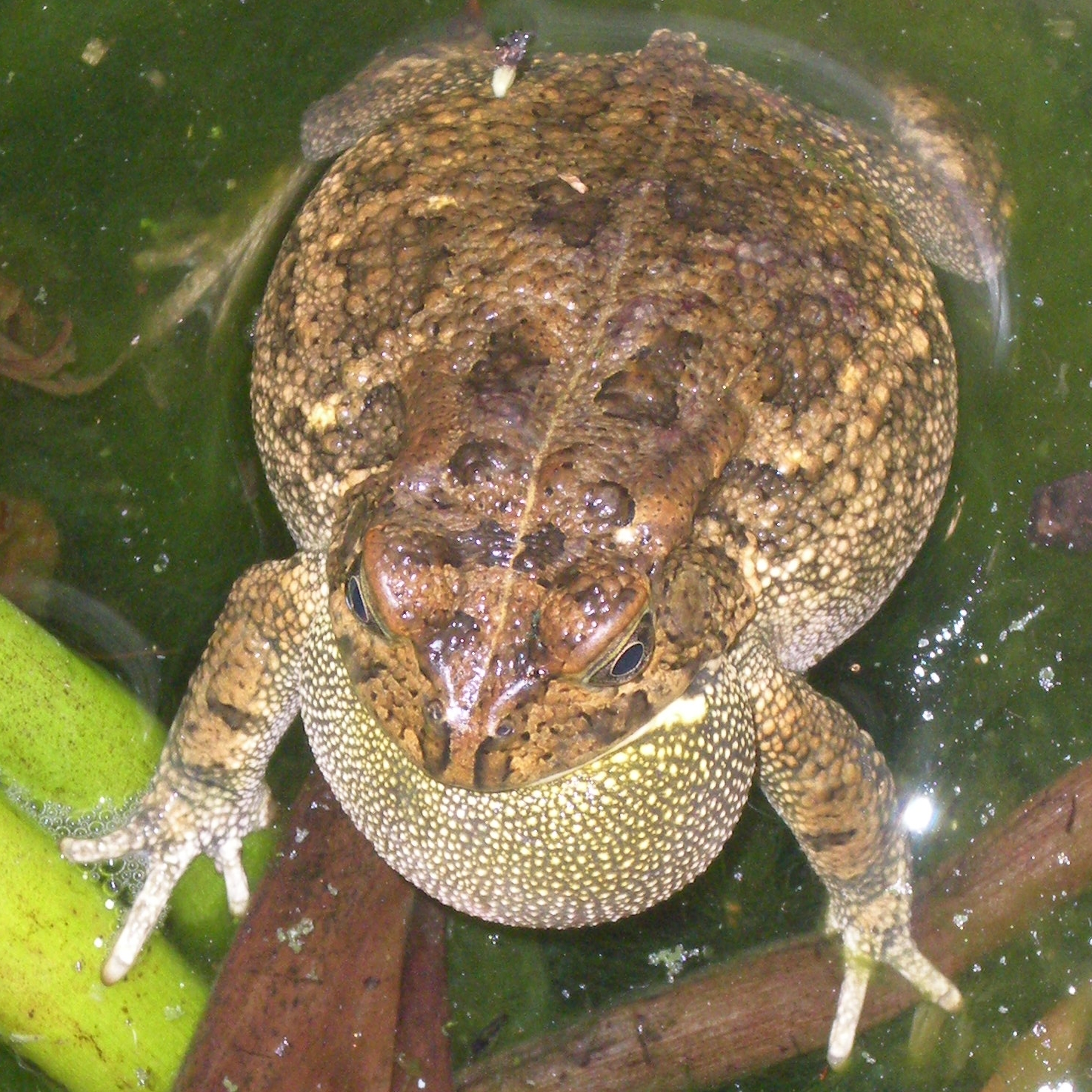
Sclerophrys gutturalis
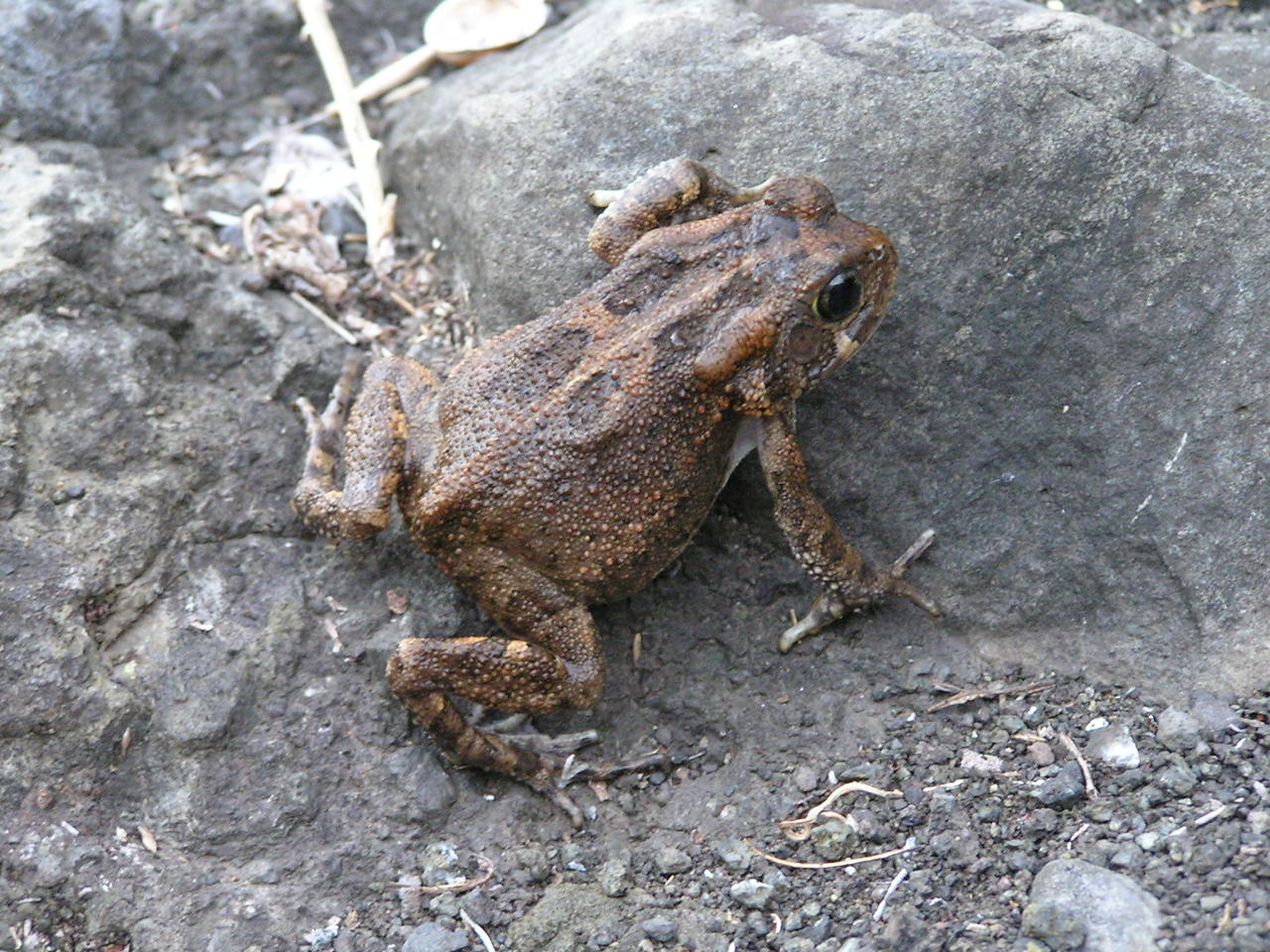
Sclerophrys gutturalis
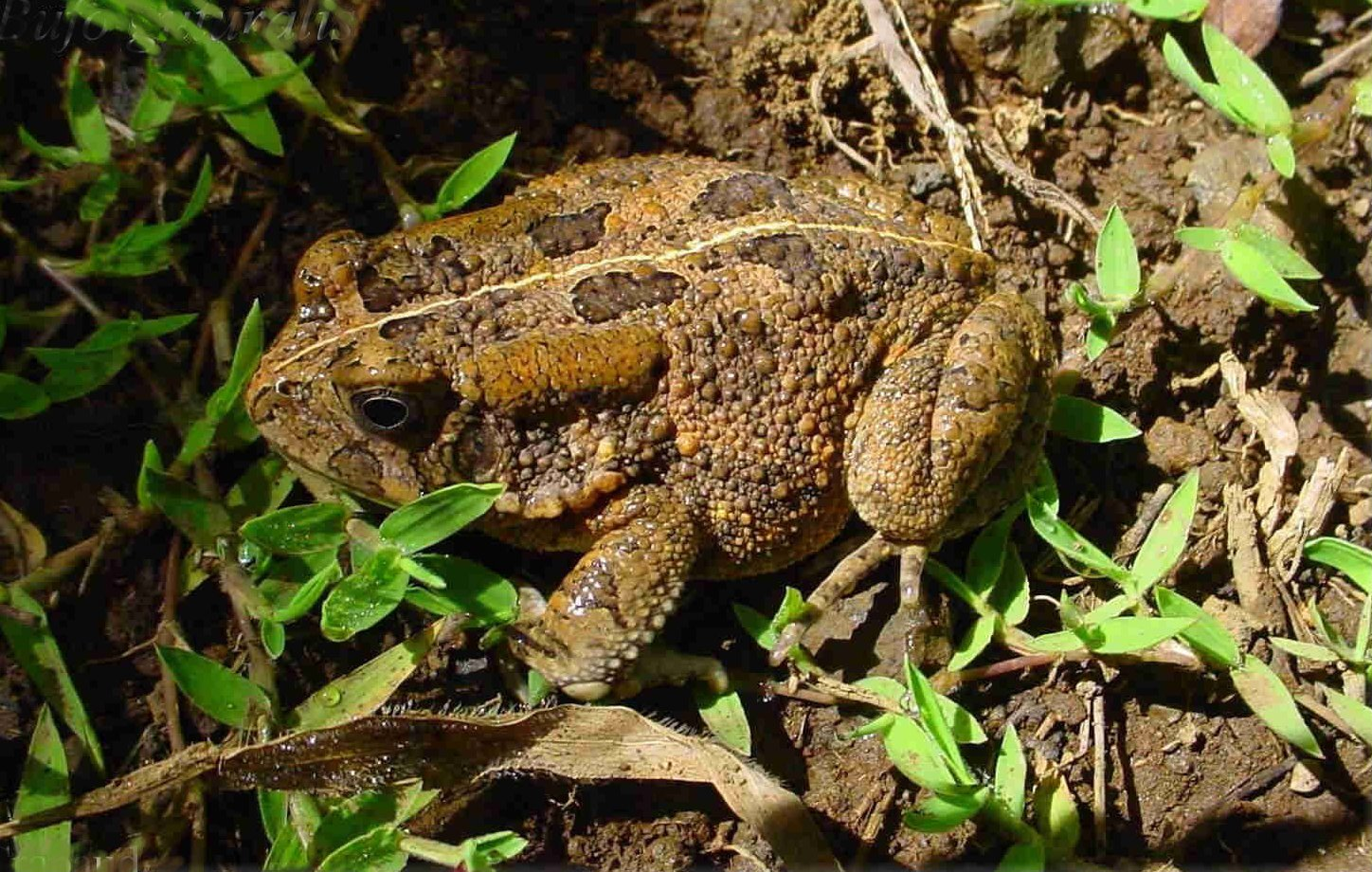
Sclerophrys gutturalis
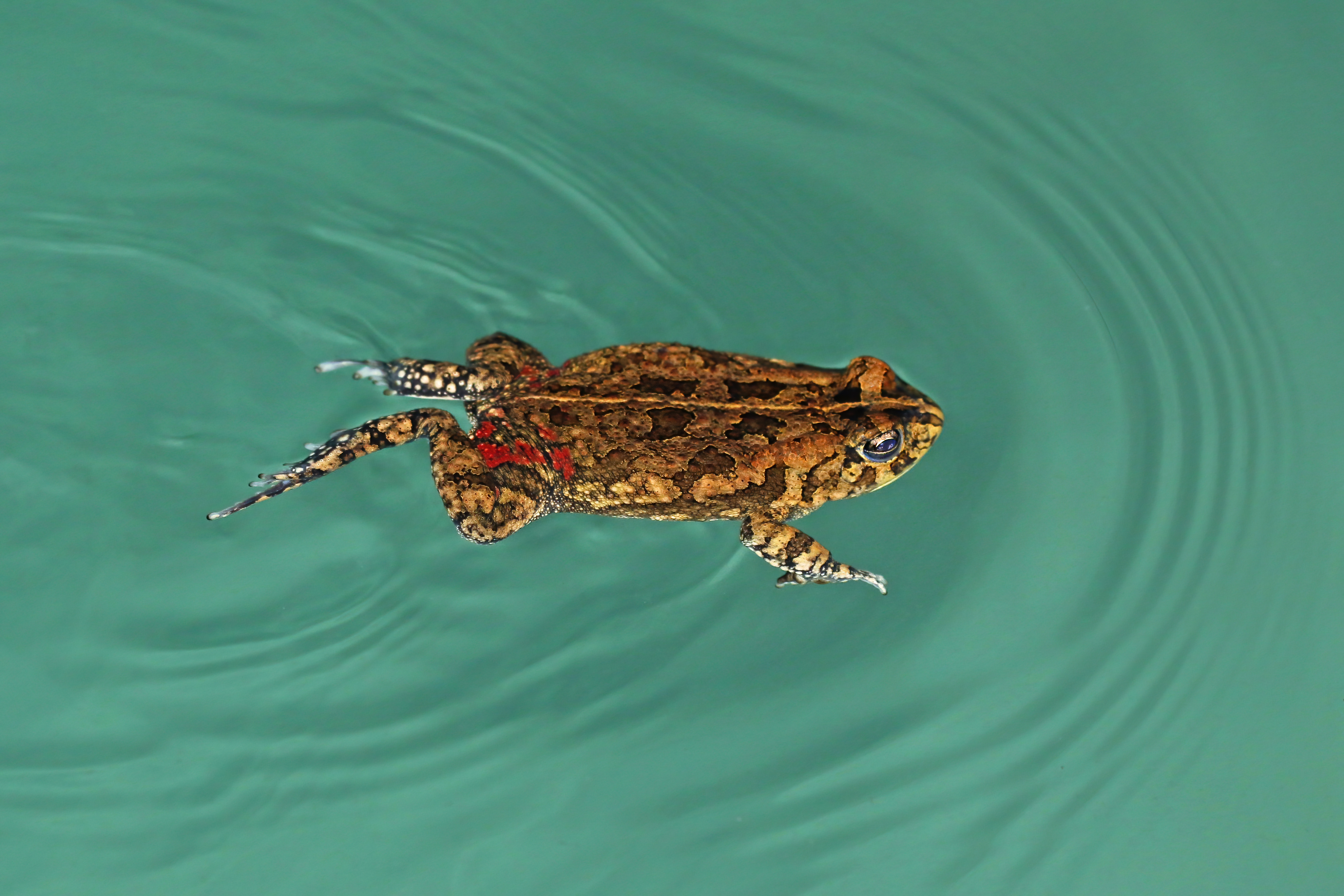
Crapaud guttural nageant dans le lac Sibaya, dans le parc de la zone humide d'iSimangaliso en Afrique du Sud. Octobre 2014.

Elle est de couleur brun clair avec des taches plus foncées et des taches rouges vers la cuisse. Sa peau est grenue.

## Dénomination
Sa dénomination de « guttural » vient de son cri grinçant et sonore.
En anglais, il est appelé « Guttural Toad », parfois « Lobatsi Toad », ou encore « Square-marked Toad ».

## Publication originale
- Power, 1927 : On the herpetological fauna of the Lobatsi-Linokana area. Transactions of the Royal Society of South Africa, vol. 14, no 4, p. 405-422.